# Gula
Pour les articles homonymes, voir Gula (homonymie).
Ne doit pas être confondu avec Gulas.
Gula est la principale des déesses de la guérison en Mésopotamie antique. C'est donc la déesse des médecins. Durant les époques anciennes, elle partage ces attributions avec d'autres déesses guérisseuses, telles que Ninkarrak et Ninisinna, mais elle finit par assimiler leurs traits.

## Une déesse guérisseuse
Gula passe pour connaître les remèdes les plus appropriés pour les malades, les herbes médicinales, et les incantations servant à guérir. C'est notamment la patronne des spécialistes appelés asû (« médecin », « physicien » au sens vieilli), versés dans l'art de la confection des remèdes médicaux. Mais elle peut aussi avoir un rôle néfaste pour les impies et les parjures, en leur causant des maladies, et elle apparaît avec ce rôle dans des listes de malédictions de traités assyriens.
Plus que la patronne des médecins, Gula est la médecin par excellence. Son épithète la plus courante est asugallatu, qui signifie « grande doctoresse/guérisseuse », ou d'autres fois bēlet balaṭi, « Dame de la vie », ou asātu awīlūtu, « doctoresse de l'humanité » comme dans cet hymne néo-assyrien :

« Fille d'Anu, doctoresse de l'humanité, 
ô épouse, ô imposante, ô guerrière,
Pour les dieux je veux rendre suprême ton nom ;
Gula, doctoresse de l'humanité, 
ô épouse, ô imposante, ô guerrière,
Pour les dieux je veux rendre suprême [ton nom]. »

— Hymne à Gula, traduction de M.-J. Seux.
Durant la première partie de l'histoire mésopotamienne, Gula n'est qu'une déesse guérisseuse parmi d'autres, puisqu'on trouve d'autres ayant une fonction similaire dans les panthéons locaux, en premier lieu Ninisinna, la « Dame d'Isin », ainsi que Ninkarrak, Nintinugga, Bau/Baba. En raison de leur proximité elles peuvent être confondues, puis progressivement elles s'effacent pour devenir des aspects d'une seule déesse guérisseuse, qui prend plus souvent le nom de Gula. Cela participe d'un phénomène plus général de simplification du nombre de déesses vénérées en Mésopotamie ancienne : alors que la figure englobante et expansionniste qu'est Ishtar concentre progressivement les aspects d'autres déesses majeures, au point de devenir la déesse par excellence, elle n'absorbe pas les déesses guérisseuses, qui sont concentrées dans la figure de Gula. Cette dernière est donc durant les phases récentes de l'histoire mésopotamienne la seule déesse à avoir une certaine importance après Ishtar.

## Généalogie
Du point de vue de la généalogie divine, elle était vue comme la fille du dieu du Ciel, An. Elle était présentée comme la parèdre de divinités guerrières, Pabilsag, mais aussi Ninurta ou Ningirsu. Elle avait deux fils, dieux-guerriseurs eux aussi, Ninazu et Dabu.

## Sanctuaires et exercice de la médecine
Son lieu de temple principal, l'é-gal-mah (« Temple exalté » en sumérien), parfois é-sa-bad (« Temple de l'Oreille ouverte ») ou é-u-nam-ti-la (« Temple de l’herbe de vie »), était situé dans la ville d'Isin. Mais elle disposait par ailleurs de temples partout en Mésopotamie, preuve qu'elle bénéficiait d'une grande popularité, notamment à Nippur où son temple a été fouillé, la déesse portant dans cette cité l’épithète Belēt-Nippuri, « Dame de Nippur », étant considérée comme la parèdre du dieu polyade Ninurta, et à Babylone, Borsippa et Assur où elle dispose de temples dans chacune, souvent aussi appelés é-gal-mah ou é-sa-bad,,.
Ces temples ont sans doute été des centres importants pour l'exercice de la médecine. Dans le récit satirique du Pauvre homme de Nippur, lorsque le personnage principal se déguise en médecin (asû), il se présente comme un natif d'Isin, la ville de Gula, tandis que dans un autre texte humoristique un guérisseur émérite (pratiquant des incantations) est un prêtre de Gula venant d'Isin, ce qui semble là encore confirmer le rôle des sanctuaires de la déesse dans l'exercice médical. H. Avalos a proposé de voir avant tout dans les sanctuaires de la déesse des centres d'étude de la médecine, et des lieux où l'on pouvait trouver des produits médicinaux, mais pas des centres de traitement. A contrario D. Charpin a proposé d'y voir non seulement des herboristeries mais aussi de véritables de lieux de cure.

## Gula et le chien

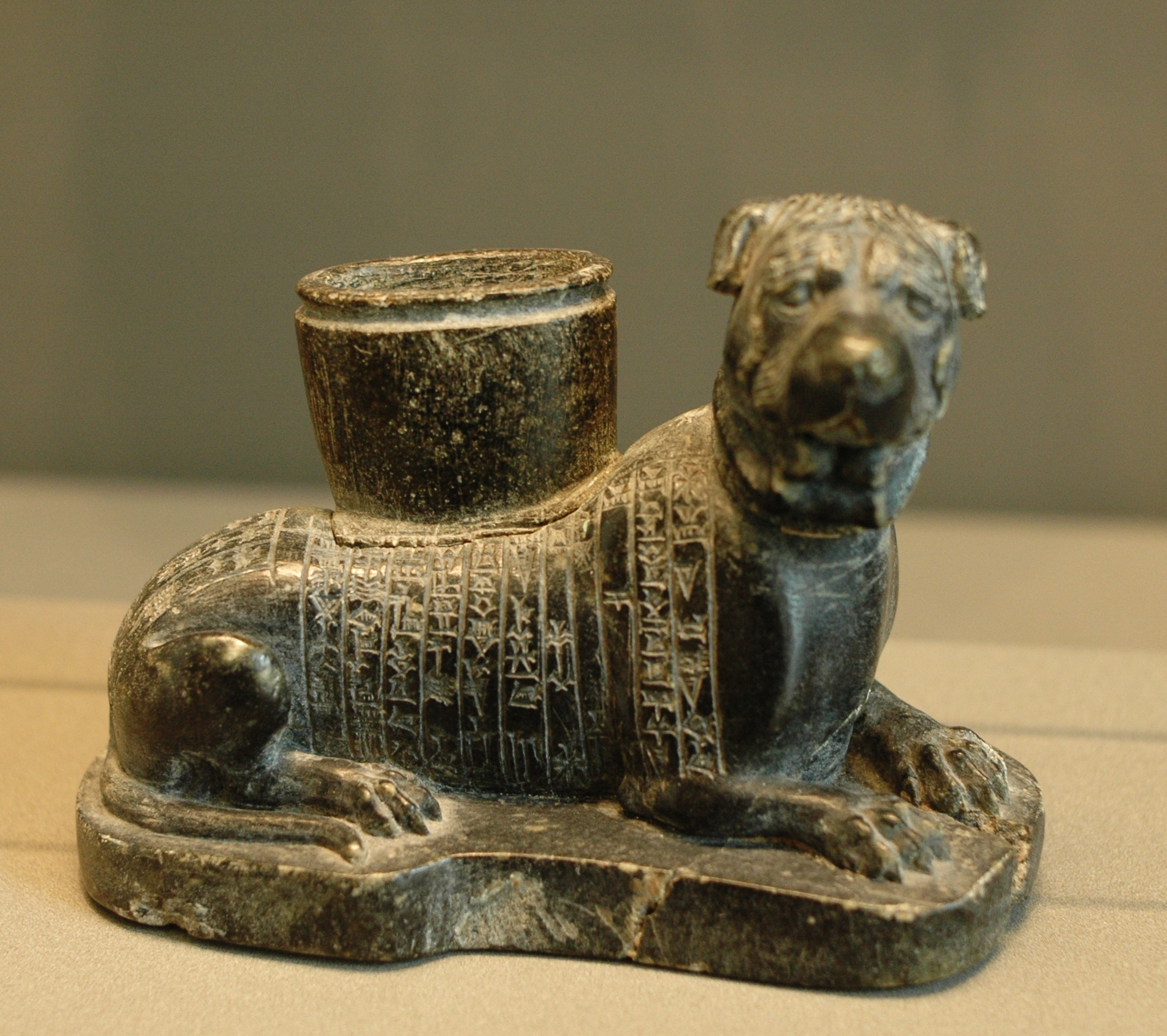
Statuette votive d'un chien, animal de Ninisinna/Gula, supportant un récipient servant à mélanger les herbes médicinales, offerte à la déesse par un médecin de Girsu (Tello), Musée du Louvre.

Son animal-symbole était le chien. La déesse figure de ce fait à côté d'un chien sur des kudurrus d'époque kassite. Les archéologues ont également mis au jour plusieurs statuettes représentant des chiens, en terre cuite, pierre ou bronze, offertes par des fidèles à son temple dans le but d'obtenir une guérison. Ils comportent souvent une inscription dédicatoire, avec une prière, comme dans l'exemple ci-contre. Le voisinage du temple d'Isin comportait par ailleurs un cimetière où a été mis au jour une trentaine de squelettes de chiens.